# Algorithme de Boehm
Pour les articles homonymes, voir Boehm.
L´algorithme de Boehm est un algorithme utilisé dans le tracé des B-splines. Il sert à « affiner » la courbe en augmentant le nombre de points de contrôle.
Sa complexité algorithmique est particulièrement intéressante. Ainsi, il est généralement plus efficace que l'algorithme d'Oslo, mais il ne permet pas l'insertion simultanée de plusieurs points.